# خاویر توماس
خاویر توماس (انگلیسی: Xavier Tomas؛ زادهٔ ۴ ژانویهٔ ۱۹۸۶) بازیکن فوتبال اهل فرانسه است.
از باشگاه‌هایی که در آن بازی کرده‌است می‌توان به باشگاه فوتبال المپیاکوس و باشگاه فوتبال مکابی پتخ تیکوا اشاره کرد.